# ماساو اونو
ماساو اونو (به انگلیسی: Masao Ono) بازیکن فوتبال اهل ژاپن و عضو تیم ملی فوتبال ژاپن است که در تاریخ ۱۴ مارس ۱۹۵۴ میلادی اولین بازی ملی‌اش را انجام داد. او در ۳ بازی ملی حضور داشت و آخرین بازی ملی خود را در تاریخ ۳ مه ۱۹۵۴ میلادی انجام داد. ماساو اونو در بازی‌های ملی‌اش
گلی به ثمر نرساند.